# Der Jazz-Sänger
Der Jazz-Sänger ist ein US-amerikanischer Spielfilm von 1980, eine Neuverfilmung des gleichnamigen Filmes aus dem Jahre 1927. Regie führte Richard Fleischer, das Drehbuch stammt von Samson Raphaelson (Bühnenstück), Herbert Baker und Stephen H. Foreman (Adaption). Die Erstaufführung fand am 17. Dezember 1980 in Century City in Kalifornien statt. In der Bundesrepublik Deutschland startete der Film am 14. August 1981.

## Inhalt
Der junge Chasan Yussel strebt gegen den Wunsch seines streng-gläubigen Vaters und seiner Ehefrau eine Karriere im Musik-Business an. Unter dem Namen Jess Robin reist er daher nach Kalifornien und trifft dort die Managerin Molly Bell, eine Frau, die seinen Traum mit ihm teilt. Jess verzweifelt an seinem neuen Ruhm und an der Reaktion seines Vaters, der ihn für tot erklärt, macht sich davon und zieht eine Zeit lang unerkannt durch Amerika.

## Rezeption
Der Film wurde vom Publikum und Kritikern mit gemischten Gefühlen aufgenommen. Zum einen bekam Neil Diamond die Goldene Himbeere, er wurde jedoch auch für den Golden Globe nominiert. Der Soundtrack brachte eines der kommerziell erfolgreichsten Lieder hervor – das US-patriotische „America“, das auch heute noch eine der obligatorischen 4. Juli-Melodien ist. Mit Love On The Rocks konnte sich ein weiteres Lied des erfolgreichen Soundtracks auf Platz zwei der Charts platzieren.
Das Lexikon des internationalen Films schreibt als Kurzkritik: „Die Handlung dient weitgehend nur als Vorwand für die musikalische Selbstdarstellung des Stars Neil Diamond und liefert allenfalls vereinfachende politische Leitbilder.“
In Deutschland platzierte sich der Soundtrack auf Platz 40 der Album-Charts.